# Українсько-південноафриканські відносини
Українсько-південноафриканські відносини — відносини між Україною та Південно-Африканською Республікою (ПАР).
Південна Африка відкрила посольство в Києві у жовтні 1992, а Україна відкрила своє посольство в Преторії в 1995.
У 2008 Південна Африка зайняла друге місце (після Гани) серед усіх африканських країн з експорту продукції в Україну.
У 2009 товарообіг між двома країнами зріс в 5,4 рази до $ 375,1 млн.

## Історія відносин
Південно-Африканська Республіка визнала незалежність України 14 лютого 1992 р. Дипломатичні відносини встановлені 16 березня 1992 р.
Посольство ПАР в Україні започаткувало свою діяльність у жовтні 1992 р. Посол ПАР в Україні також акредитований за сумісництвом в Молдові, Грузії та Вірменії.
Посольство України в ПАР працює в Преторії з грудня 1995 р. На сьогодні закордонну установу України в ПАР очолює М. В. Скуратовський, який 20 квітня 2004 р. вручив вірчі грамоти Президенту ПАР Т.Мбекі.
Двосторонні відносини між Україною і ПАР є дружніми. У політичній галузі обидві країни дотримуються схожих або надзвичайно близьких позицій (боротьба з міжнародним тероризмом, Близькосхідне врегулювання, участь у миротворчих операціях, роль ООН у вирішенні гострих проблем сучасності та ін.). Зростає торговельний обіг. Продовжується робота по зміцненню договірно-правової бази, розвитку міжпарламентських зв'язків.
Двосторонні економічні відносини регулюються цілою низкою документів, перш за все, підписаною Міністрами закордонних справ обох країн у листопаді 1998 року Торговельною угодою між урядом України та урядом Південно-Африканської Республіки. Ця Угода була ратифікована Верховною Радою України у березні 1999 р., а Національною Асамблеєю (парламентом) ПАР — у квітні 2001 р.
У минулі роки була також підписана низка інших угод про співпрацю, включаючи угоду про співпрацю у галузі сільського господарства та про науково-технічне співробітництво, Конвенцію між Кабінетом Міністрів України та Урядом ПАР про уникнення подвійного оподаткування.
Торговельний оборот між Україною та ПАР у 2003 році склав 46 млн дол. (в тому числі експорт до ПАР — 16 млн дол., імпорт з ПАР — 30 млн дол.).